# Leiopelma hochstetteri
La granota de Hochstetter (Leiopelma hochstetteri) és una espècie d'amfibi anur de la família Leiopelmatidae endèmica de Nova Zelanda, sent una de les quatre espècies de l'esmentada família. Posseeix algunes de les característiques més antigues dels anurs.

## Taxonomia
Va ser anomenada en honor del biòleg alemany Ferdinand von Hochstetter. Aquesta espècie és endèmica de Nova Zelanda i pertany al subordre Archaeobatrachia, juntament amb la granota d'Archey (Leiopelma archeyi), la granota d'Hamilton (Leiopelma hamiltoni), i la granota de l'Illa de Maud (Leiopelma pakeka). Les tres espècies extintes del gènere són Leiopelma auroraensis, Leiopelma markhami, i Leiopelma waitomoensis.

## Descripció
La granota té un color de marró verdós a marró a la part superior amb berrugues i bandes fosques, i groc-marró a la part ventral. Els mascles assoleixen els 38 mm de longitud i les femelles els 50 mm. Com totes les granotes natives de Nova Zelanda (pepeketua en Maori) tenen músculs a la cua, costelles cartilaginoses, pupil·les arrodonides, i no tenen timpans, trompes d'Eustaqui ni sacs vocals.

## Història natural
Són nocturnes, refugiant-se durant el dia. Prefereix cavitats humides, com ara roques i troncs i al llarg de corrents d'aigua al bosc temperat. Són carnívores, alimentant-se d'invertebrats com aranyes, escarabats i paparres. Aquestes granotes, de manera similar a les salamandres, utilitzen feromones en lloc de sorolls per marcar hàbitat i reconèixer competidors La manca d'oïda es veu compensada per l'emissió de vocalitzacions fortes.
Poden viure fins a 30 anys. Els adults no crien fins que tenen tres anys, posant fins a 20 ous cada any. Les quatre espècies del gènere desenvolupen els capgrossos dins l'ou, covant-los fins que tenen les potes posteriors desenvolupades. La granota de Hochstetter és l'única l'espècie semiaquàtica, continuant desenvolupant-se dins aigua mentre les altres tres són cuidada pels progenitors.

## Distribució
Les restes fòssils indiquen que les quatre espècies estaven esteses per tota Nova Zelanda fins que més o menys fa 200 anys. La granota de Hochstetter té la distribució més extensa de les granotes natives, incloent l'Illa del Nord superior, amb el Waitakere i Hunua Gammes, la Península de Coromandel, Illa de Barrera Gran, Maungatautari Illa Ecològica, i la Costa De l'est. Deu poblacions d'aquestes espècies han estat trobades amb diferències genètiques, per causa de la història d'aïllament glacial.

## Amenaces
Espècies invasives com les rates, cabres, i els porcs han causat declina en la població de les espècies. El kiore, o rata polinèsia, va ser portat a Nova Zelanda pels Maoris, causant l'extinció en l'Illa del Sud i destrucció a gran escala de les poblacions de l'Illa del Nord durant el darrer mil·lenni. Rates i erminis depreden les granotes., també porcs, gats, eriçons i fures causin impactes a les poblacions. La introducció de ramoneadors es creu que erosiona l'hàbitat al llarg dels corrents i redueix la quantitat de la vegetació que proporciona ombra. Modificacions d'hàbitat i la destrucció han causat una reducció important. La mineria pot causar que els sediment caigui cap a les valls i arrossegui contaminants que afectin a les granotes. La tala del bosc pot influir també. El fong dels granots ha causat decadències costerudes en les poblacions de granot d' Archey i es creu que també amenaça les granotes de Hochstetter.

## Conservació
Sota l'esquema de Classificació d'Amenaça de Nova Zelanda, la granota de Hochsetter és llistada com “En Perill” mentre el UICN ha classificat l'espècie mentre “Menys Preocupant”. Totes les granotes natives es troben protegides sota l'Acte d'Administració de Flora i fauna de Nova Zelanda de 1953. L'Àrea d'Administració de Kokako al nord de Hunua les gammes han estat experimentant control de plaga de llavors ençà 1994 per proporcionar hàbitat adequat per la conservació de kokako, un ocell de bosc en perill. Estudis de les poblacions de granotes de Hochstettera l'àrea han mostrat que les poblacions granotes joves ha crescut del 10% al 30% el 2005.